# Herkuleskungsfiskare
Herkuleskungsfiskare (Alcedo hercules) är en asiatisk fågel i familjen kungsfiskare, störst i sitt släkte.

## Utseende och läte
Herkuleskungsfiskaren är med en kroppslängd på 22 cm störst i släktet Alcedo, i dräkten i princip som en storväxt kungsfiskare med lysande blå ovansida och rostfärgad undersida med gräddvit haka. Tygeln är orangefärgad och en vit fläck syns på bakre delen av örontäckarna. Lätet återges i engelsk litteratur som "chheee", likt kungsfiskarens men djupare och hesare.

## Utbredning och systematik
Fågeln förekommer från Sikkim till sydvästra Kina, Myanmar, norra Laos, norra Vietnam och Hainan. Den behandlas som monotypisk, det vill säga att den inte delas in i några underarter.

## Levnadssätt
Arten hittas utmed rinnande vattendrag i städsegrön skog och intilligande öppet landskap på mellan 200 och 1200 meters höjd, huvudsakligen 400–1000 meter.

## Status och hot
På grund av herkuleskungsfiskarens rätt specifika biotopval tros världspopulationen vara rätt liten. Den tros även minska i antal till följd av habitatförlust och fragmentering. Internationella naturvårdsunionen IUCN kategoriserar den därför som nära hotad. Beståndet uppskattas till mellan 2 500 och 10 000 vuxna individer.